# 835
Évszázadok: 8. század – 9. század – 10. század
Évtizedek: 780-as évek – 790-es évek – 800-as évek – 810-es évek – 820-as évek – 830-as évek – 840-es évek – 850-es évek – 860-as évek – 870-es évek – 880-as évek
Évek: 830 – 831 – 832 – 833 –  834 – 835 – 836 – 837 – 838 – 839 – 840

## Események

### Európa
- IV. Gergely pápa bevezeti a Mindenszentek napját, amit Jámbor Lajos frank császár kötelező ünneppé tesz a birodalmában.
- Vikingek támadják meg a Loire torkolatában fekvő Noirmoutier szigetét. Renaud d'Herbauges gróf visszaveri őket, de egy hónappal később újabb támadásban kifosztják és elpusztítják a sziget kolostorát.
- Vikingek fosztogatják a dél-angliai Sheppey szigetét.

### Abbászida Kalifátus
- Al-Mutaszim kalifa megbízza hadvezérét, al-Afsínt a Bábak Horramdin vezette perzsiai hurramita felkelés leverésével. Al-Afsin 837-re elvégzi a feladatot és elfogja Bábakot.

### Kína
- Ven-cung kínai császár Li Hszün kancellár és Cseng Csü hadvezér segítségével összeesküvést tervez a kormányzati hatalmat kezében tartó eunuch klikk eltávolítására és tagjai meggyilkolására. Az ún. mézharmat-incidens során azonban a kancellár rivalizálása miatt az akció félresikerül, az eunuchok kézre kerítik a császárt és lemészárolják a miniszterek és főtisztviselők jelentős részét. A császárt egy időre háttérbe szorítják és az eunuchok abszolút hatalmat birtokolnak.

## Születések
- Ahmad ibn Túlún, a Túlúnida dinasztia alapítója
- Ahmad ibn Júszuf, arab matematikus
- Guaifer, salernói herceg
- III. Lajos, keleti frank király
- II. Lothár, lotaringiai király

## Halálozások
- Bölcs Berengár, toulouse-i gróf
- Kúkai, japán buddhista szerzetes
- Muhammad al-Dzsavád, síita imám
- Vladiszláv, horvát fejedelem

## Fordítás
- Ez a szócikk részben vagy egészben  a(z)   835 című angol Wikipédia-szócikk ezen változatának fordításán alapul.  Az eredeti cikk szerkesztőit annak laptörténete sorolja fel. Ez a jelzés csupán a megfogalmazás eredetét és a szerzői jogokat jelzi, nem szolgál a cikkben szereplő információk forrásmegjelöléseként.